# Fredric Jonson
Hans Fredric Jonson (Stoccolma, 15 luglio 1987) è un ex calciatore svedese, di ruolo difensore.